# Moulins (Nice)
Pour les articles homonymes, voir Moulins.
Les Moulins ou Moulins Point-du-Jour est un quartier situé à cheval entre les villes françaises de Nice et Saint-Laurent-du-Var, inclus au sein du grand quartier de Saint-Augustin. Situé au sud-ouest de Nice, c'est un quartier prioritaire de la politique de la ville principalement composé de grands ensembles résidentiels sociaux. Le quartier compte près de 7 000 habitants en 2018, sur une surface de 63 hectares, et construit entre 1965 et 1976.
Présentant des problèmes de pauvreté, d'exclusion et d'insécurité importants, il fait l'objet de projets de rénovation de l'Agence nationale pour la rénovation urbaine (Anru) depuis 2009, et est classé d'« intérêt national » à ce titre. C'est le troisième plus important quartier prioritaire de la ville après L'Ariane et le Paillon. Il est desservi par le tramway de Nice depuis 2019.

## Situation

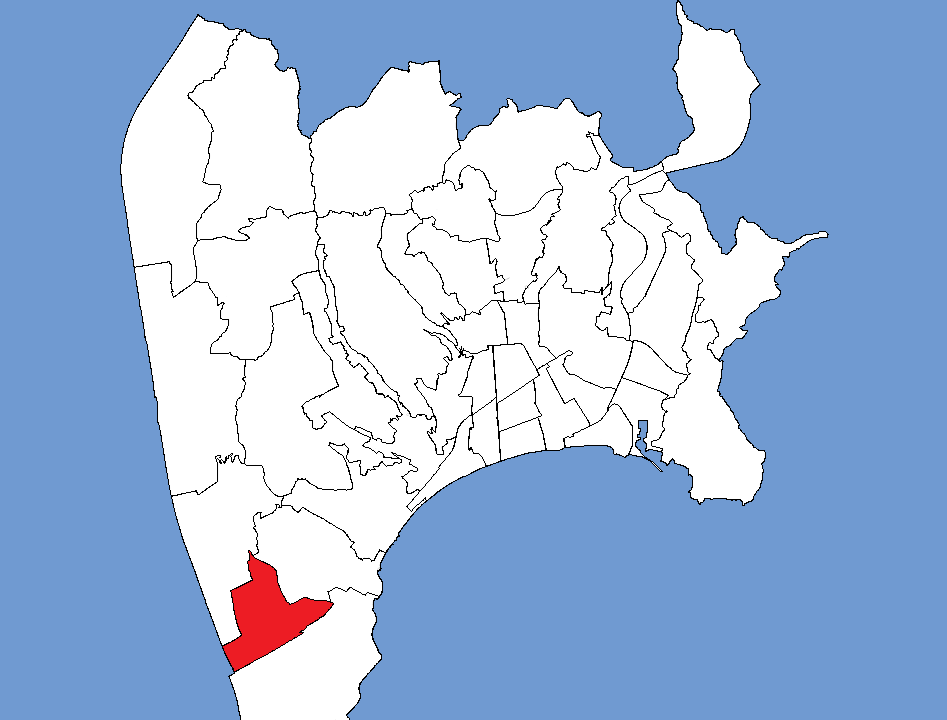
Localisation de Saint-Augustin et des Moulins à Nice.

Le quartier des Moulins est situé à l'extrémité sud-ouest de la commune de Nice, avec une partie située dans la commune de Saint-Laurent-du-Var, à savoir les secteurs des Pomarels et des Condamines qui se trouvent de l'autre côté du Var. Il se trouve à près de dix kilomètres du centre-ville de Nice.
Le quartier est entouré par le Var à l'ouest, l'aéroport de Nice-Côte d'Azur au sud, le cimetière de Caucade à l'est et enfin l'Iscle des Moulins au nord.

## Origines
Les terrains de l'actuel quartier des Moulins ont longtemps été dominés par les activités agricoles. Plaine inondable, le lieu est progressivement protégé de la montée des eaux du Var à partir du XVIe siècle grâce à l'aménagement de digues, de canaux d’irrigation ainsi que de chenaux alimentant des moulins ou des scieries. Les cultures maraichères sont présentes jusqu'à la fin des années 1960, quand elles sont remplacées par l'urbanisation du site. 
En 1792, les troupes révolutionnaires améliorent l'endiguement du lieu, donnant ainsi son nom au le lieu-dit « digue des Français ». En 1860, la société centrale d'agriculture de Nice créé des sites de recherche agronomiques et des milliers d'arbres ou arbustes sont plantés ainsi qu'une serre érigée en 1866. Le site retrouve par la suite une fonction essentiellement maraichère. 

## Urbanisation

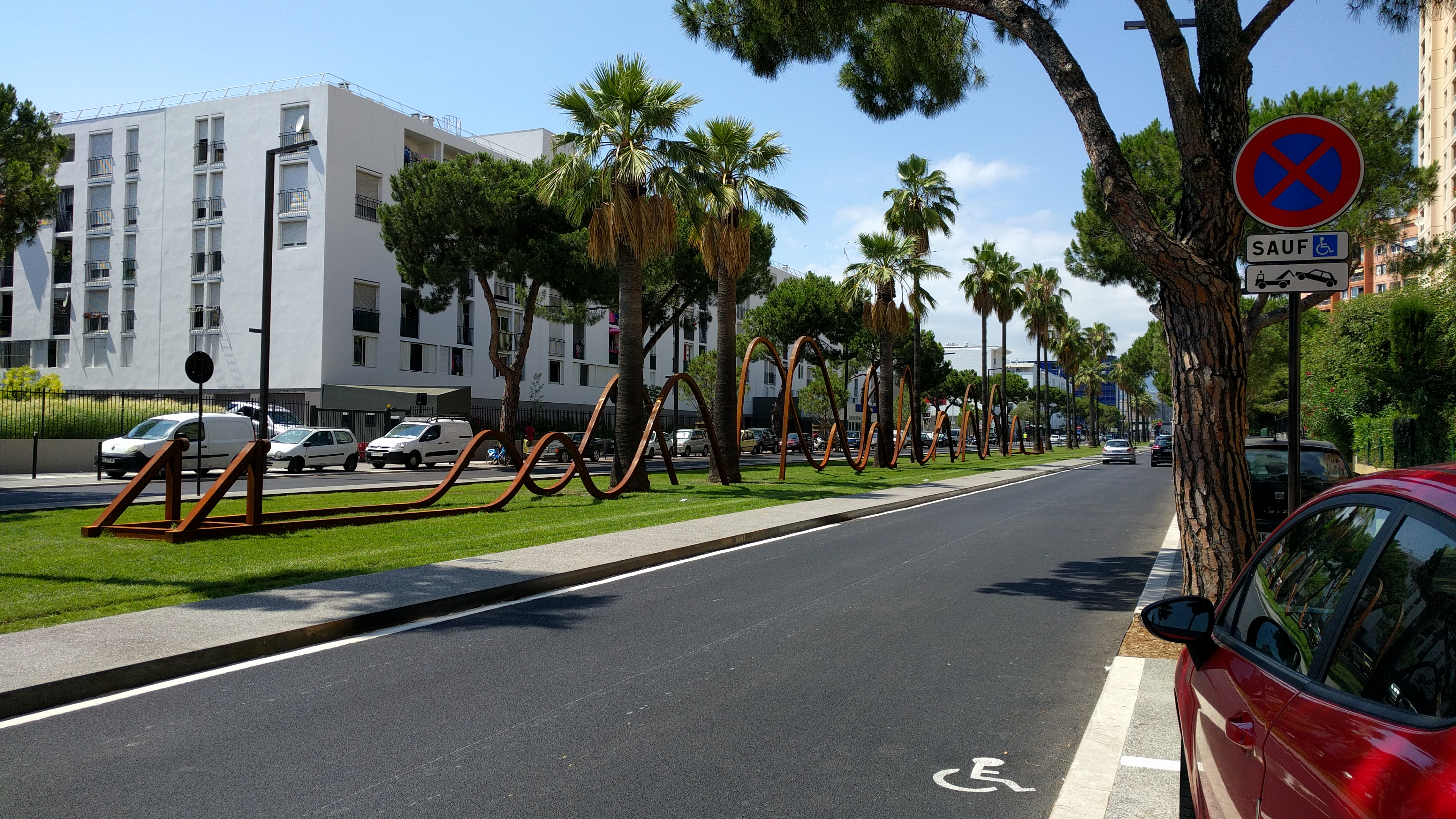
Tramway sur l'avenue Paul Montel et les immeubles de la première tranche de constructions.

Le quartier des Moulins est urbanisé durant les Trente Glorieuses, dans le contexte d'une crise nationale du logement du fait de l'explosion de naissances, de l'exode rural et l'arrivée de travailleurs immigrés, et plus particulièrement dans le cas du sud de la France, du rapatriement des Français d'Algérie en 1962. Les pouvoirs publics choisissent le quartier de Saint-Augustin afin d'y construire des ensembles de logements collectifs et sociaux. La cité-jardin Saint-Augustin est bâtie entre 1956 et 1958 avec trois barres d'immeubles et une tour de onze étages, au sud de la rue Saïda.
En 1965, la ville entame le programme des Moulins avec 1 606 premiers logements bâtis pour l'office HLM, alors que le quartier similaire de L'Ariane est en plein développement à l'autre extrémité de la ville. Le chantier se divise en trois tranches d'urbanisation. La première est achevée en 1967 dans le cœur du quartier, à l'ouest du boulevard Paul Montel, avec des barres d'immeubles de cinq étages portant le nom de régions françaises. La deuxième tranche est terminée en 1969 à l'est de l'avenue de la Méditerranée : au sud de la première tranche, on trouve cinq tours de dix ou onze étages tandis qu'au nord, deux tours de seize étages sont érigées. 
La troisième et dernière tranche de construction est érigée à l'ouest de l'avenue de la Méditerranée. Elle compte cinq immeubles en arc-de-cercle de huit étages, construits en 1973 et 1974 et surnommés les « camemberts ». Au nord, quatre immeubles en forme de fer à cheval, réunis deux à deux, sont inaugurés en 1974 et 1975. Une barre d'immeuble de 134 mètres de long, pour 256 logements sur onze étages, est achevée en 1974 le long de l'avenue de la Méditerranée, avec la galerie commerciale Yuccas attenante. Enfin, cinq tours de 18 étages complètent l'ensemble en 1975, « Les Mosaïques » au sud et trois autres au nord, pour une centaine de logements chacune. À proximité du quartier, des bidonvilles subsistent jusqu'en 1976 le longs des rives du Var, avec jusqu'à 1 200 habitants relogés. La même année, le quartier des Moulins est achevé avec un total de 3 000 logements.

## Rénovation urbaine

### Premier programme de rénovation (2009-2017)

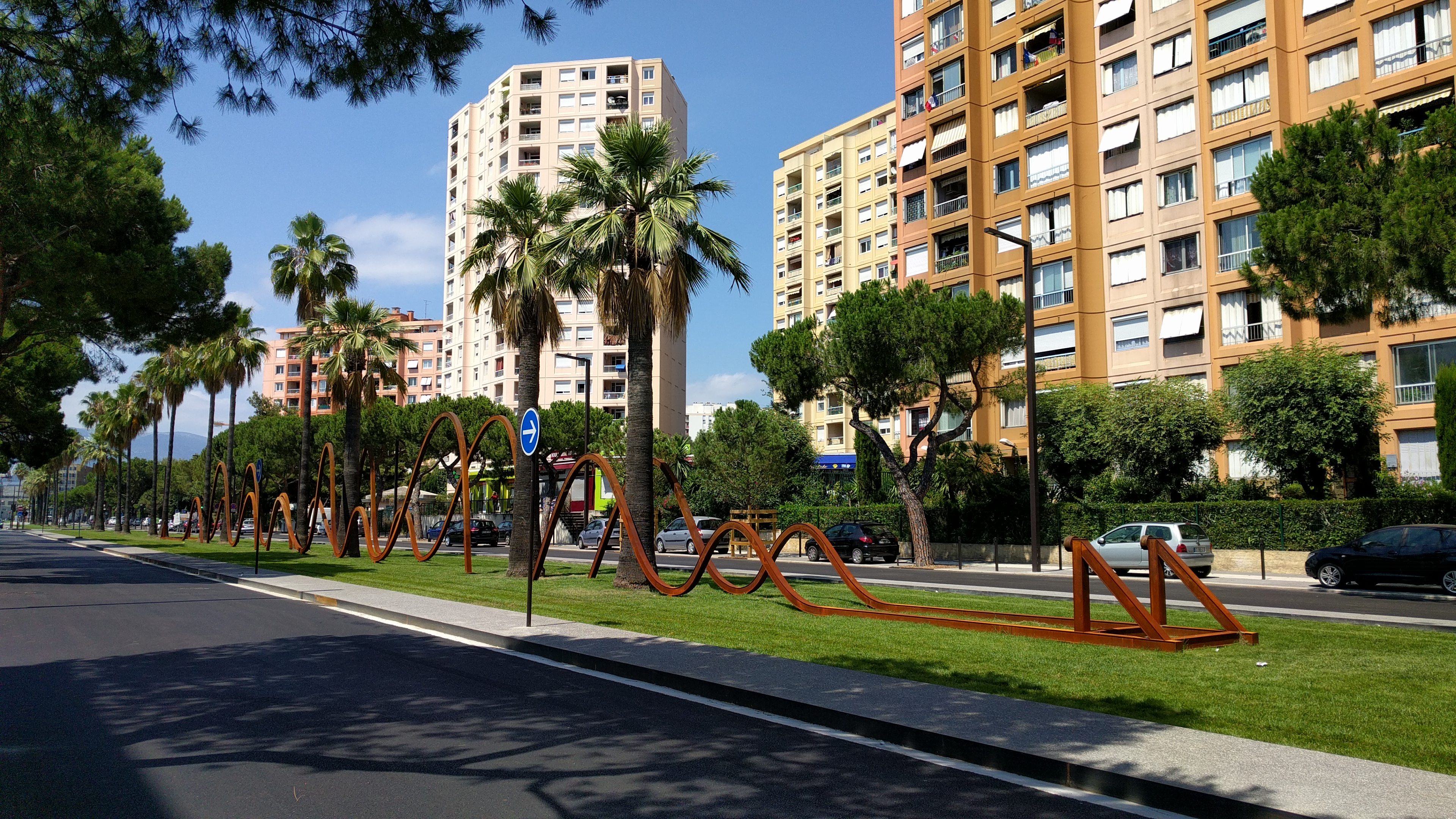
Tramway sur l'avenue Paul Montel.

Le premier programme de rénovation urbaine de l'Anru pour les Moulins est validé en 2009 avec un budget de 215 millions d'euros, le plus important pour les quartiers du Nice. Il aboutit à la destruction de 547 logements sociaux, tous situés dans le centre du quartier. Deux des cinq immeubles « camemberts » les plus méridionaux sont démolis en 2012, soit près de 160 logements supprimés. En 2014, le barre 30 « Andromède » est détruite alors que sa galerie attenante concentrait des problèmes d'insécurité et de trafics de drogues. Deux immeubles plus modestes sont démolis plus à l'est de l'avenue Martin Luther King, en 2010 et 2013. 
Les espaces laissés libres donnent lieu à la construction de 405 nouveaux logements, dont 239 sociaux et 166 privés. Près de 300 autres logements sociaux sont construits en dehors du quartier en compensation. En outre, 1 244 logements sociaux ont été réhabilités ou résidentialisés et les voies publiques sont renouvelées. La nouvelle avenue Martin Luther King est notamment percée entre 2015 et 2017 pour relier les boulevards Mercantour et Montel, faisant émerger un nouvel axe de circulation central est-ouest, grâce aux destructions. Des équipements publics sont également améliorés ou ajoutés, soit une bibliothèque, une crèche, une mairie annexe, un centre de loisir et un stadium,,. L'inauguration des lignes 2 et 3 du tramway de Nice en 2019 contribue également à désenclaver le quartier, celles-ci marquant deux arrêts dans le quartier : Paul Montel et Digue des Français. Le tramway relie ainsi le quartier avec le centre-ville, l'aéroport et le quartier Saint-Isidore vers le nord. Depuis 2025 la ligne 2 est remplacée par la ligne B et la ligne 3 dessert le centre de Nice.

### Second programme de renouvellement (2019-2024)
En novembre 2019, la ville et la métropole se mettent d'accord sur le second programme de renouvellement urbain, censé s'étaler au moins jusqu'en 2024, avec un budget de 129 millions d'euros. Le plan prévoit la démolition de 235 logements sociaux, essentiellement situés dans le cœur du quartier, à savoir l'ilot situé entre l'avenue de la Méditerranée et l'allée sœur Emmanuelle. Trois immeubles seront totalement détruits, dont la barre 8 « Languedoc Sud » qui avait déjà été partiellement détruite pour laisser place à l'avenue Martin Luther King lors du premier programme. Les deux tours de onze étages « Touraine » et « Champagne » seront également démolies, ainsi que la partie centrale de la barre d'immeuble « Corse », afin de dégager un axe nord-sud entre l'avenue Martin Luther King et la rue mère Teresa. Dans la partie ouest, le plus au sud des « camemberts » sera détruit, de même qu'une partie de la « Lyre », l'un des quatre bâtiments en forme de fer à cheval, afin de créer une ouverture vers la digue des Français,. 
Ces destructions laisseront essentiellement place à 285 nouveaux appartements tandis que 748 logements seront réhabilités. Les écoles Bois de Boulogne seront réhabilitées et étendues, avec de nouveaux bâtiments, destinés à accueillir un total de 32 classes. Des réaménagements sont également prévus pour les écoles de la digue des Français et le collège Jules Romains. La bibliothèque actuellement située dans le sud du quartier devrait être déplacée vers le centre pour laisser place à un nouveau centre social. Sur le plus long terme, le quartier devrait s'intégrer dans un nouveau vaste projet d'aménagement de l'ouest de Nice appelé Éco-Vallée, censé se dérouler de 2023 à 2032. 

## Population

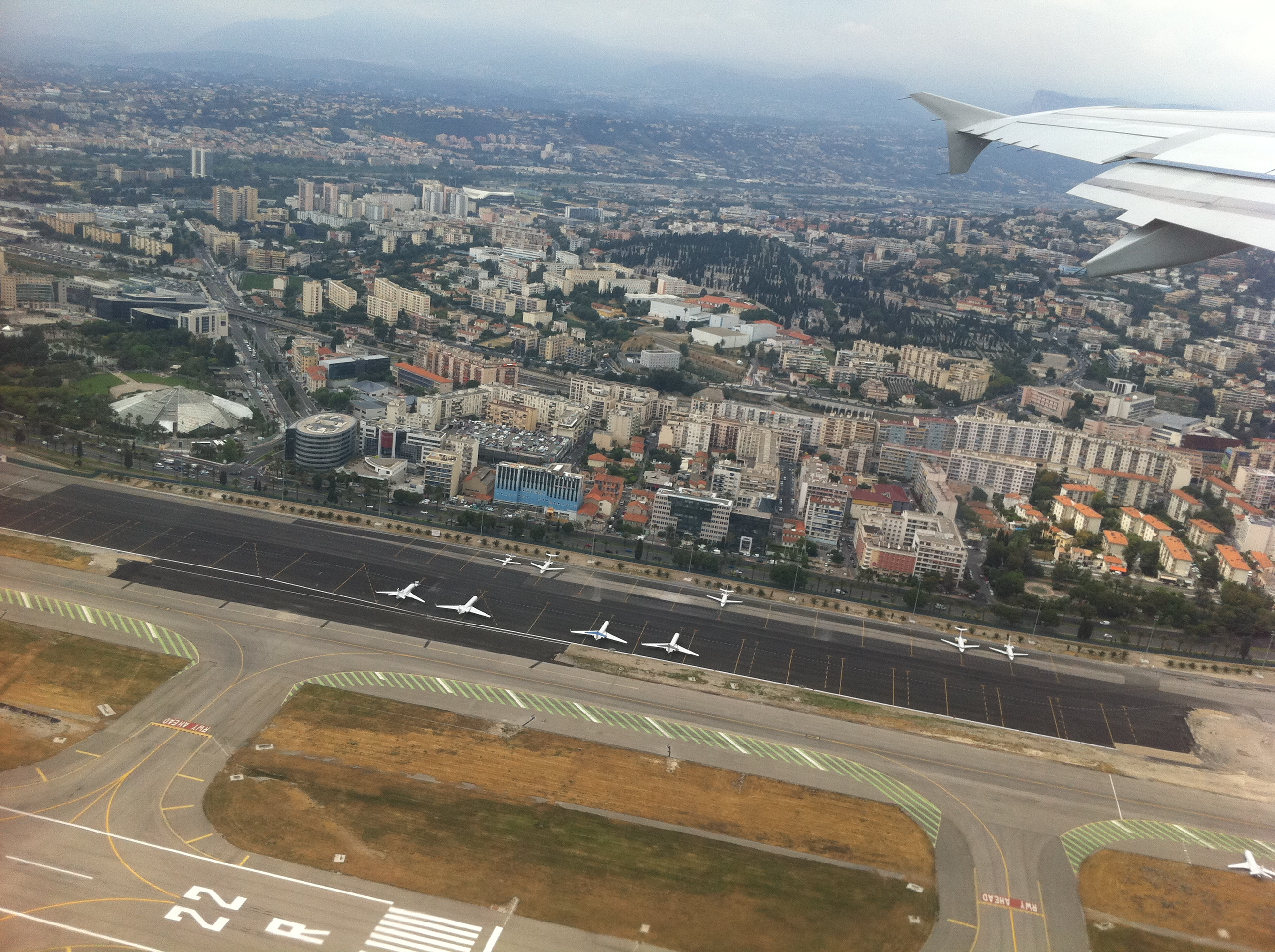
Vue du quartier, sur le troisième plan à gauche, au décollage de l'aéroport de Nice-Côte d'Azur.

Le quartier prioritaire des Moulins compte 7 325 habitants en 2018, dont 94 % vivent à Nice et 6 % à Saint-Laurent-du-Var. C'est le troisième quartier prioritaire le plus peuplé de la ville, après L'Ariane et surtout le Paillon, même si ce dernier est en fait un regroupement de plusieurs quartiers (Pasteur, Liserons, Hauts de Saint-Roch, etc.). Les Moulins ont une population jeune, rencontrant d'importantes difficultés sociales. Près de 41 % des habitants ont moins de 25 ans et un ménage compte en moyenne 2,9 personnes, tandis que 23 % des foyers sont des familles monoparentales et 11 % des couples avec trois enfants ou plus. 
Le taux de pauvreté s'inscrit à 50 % de la population, contre 21 % pour l'ensemble de la ville de Nice et 43,5 % pour la moyenne des quartiers prioritaires français. Les revenus médians des ménages par unité de consommation atteint 1 090 euros par mois en 2018, contre 1 690 pour la commune de Nice. Les revenus des habitants du quartier sont constitués à 55 % de revenus du travail, 29 % de prestations sociales et le reste essentiellement de pensions de retraite. Près de 95 % des logements sont sociaux, contre seulement 13 % pour la commune, loin du seuil minimal de 20 % requis par la loi SRU.

## Criminalité

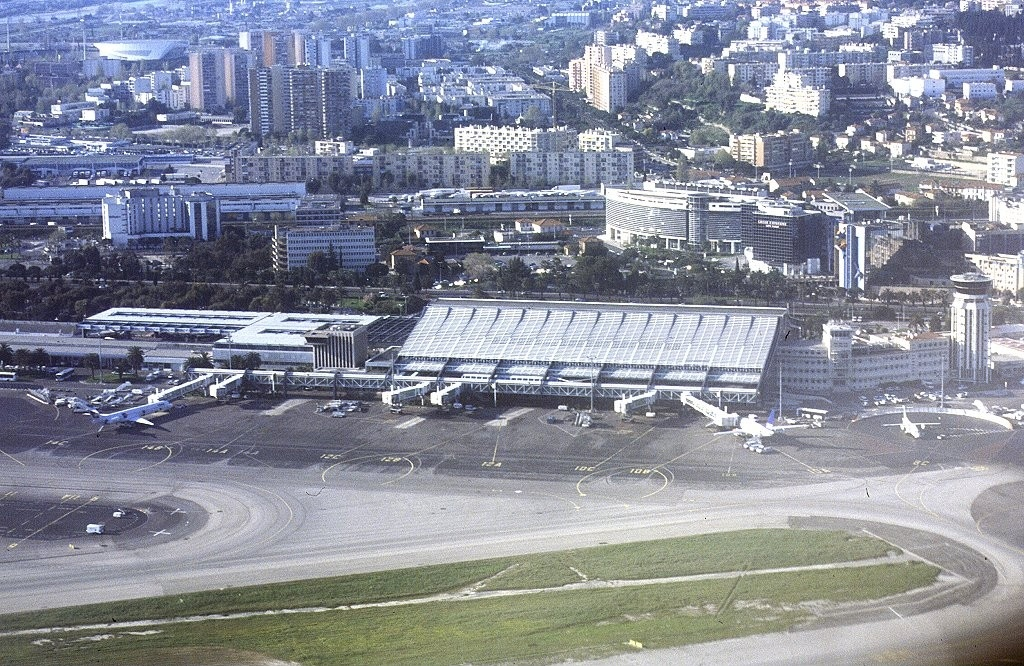
Vue du quartier en 2001, en arrière-plan à gauche.

Le quartier des Moulins est largement touché par le crime organisé, essentiellement un trafic de cannabis et cocaïne, enraciné depuis plusieurs décennies, particulièrement entre la place des Amaryllis et la rue Mère-Teresa. La manifestation la plus violente de cette criminalité sont les récurrents règlements de compte entre trafiquants, sur fond de guerre de territoires entre gangs rivaux. En 2015 et 2017, deux personnes ont ainsi été abattues. L'été 2020 a notamment connu trois fusillades, qui ont conduit le Premier ministre Jean Castex à y effectuer un déplacement officiel et à promettre soixante policiers supplémentaires pour la ville de Nice. 
Les Moulins sont classés en tant que « zone de sécurité prioritaire » depuis 2013 puis Quartier de reconquête républicaine en 2019 et un vaste commissariat de police de 5 400 m2 est installé dans le nord du quartier depuis 2008, accueillant plusieurs unités spécialisées de la Police Nationale : Brigade spécialisée de terrain, Compagnie d'intervention, Brigade anti-criminalité ainsi que le RAID  (Recherche, assistance, intervention, dissuasion). Le quartier fait également face à de l'insécurité du quotidien, des dégradations volontaires ou des vols et violences notamment. En contrepartie de ces difficultés, les acteurs de terrains témoignent d'une importante activité associative et de solidarités entre les habitants,.

## Éducation
La plupart des élèves du quartier sont scolarisés au sein de celui-ci. Le plus important complexe primaire réunit les écoles maternelle Orchidées et élémentaire Bois de Boulogne, avec respectivement 72 et 363 élèves en 2022, le tout construit en 1974 dans le sud-ouest du quartier. L'école primaire des Moulins réunit un total de 365 élèves en maternelle et élémentaire, dans le sud-est. Au nord enfin, le complexe scolaire de la digue des Français, construit en 1966, rassemble 432 élèves en 2022.
Au sein de la digue des Français, on trouve le collège Jules Romains construit en 1972 et accueillant plus de 400 élèves. L'école a connu des problèmes d'insécurité importants, ayant conduit les enseignants à user de leur droit de retrait et de grève en 2017, à la suite d'une série d'agressions sur le personnel. L'année scolaire avait alors connu 47 exclusions d'élèves et 200 incidents graves. À l'est du boulevard Paul Montel, quelques élèves du quartier sont également scolarisés au sein du collège Mistral, qui en compte 800 au total. Des rivalités anciennes entre les deux établissements ont également posé des problèmes d'insécurité récurrents.

## Personnalités liées au quartier
Le réalisateur franco-tunisien Abdellatif Kechiche a grandi dans le quartier des Moulins, ayant habité dans le bâtiment des Gémeaux, un des « fers à cheval » du nord du quartier. Le joueur de football Malang Sarr est également originaire du quartier, au sein duquel il est une figure emblématique. En avril 2019, il y inaugure un street park portant son nom, en présence du maire Christian Estrosi.

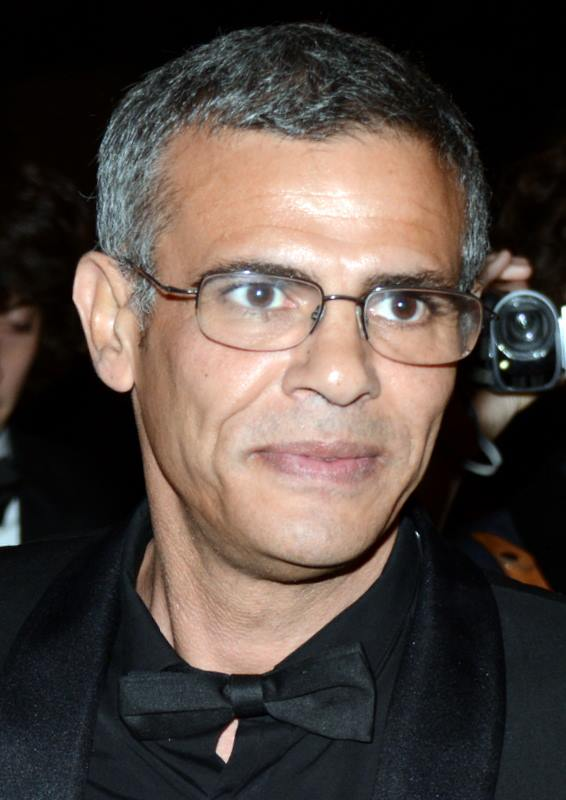
Abdellatif Kechiche en 2013.
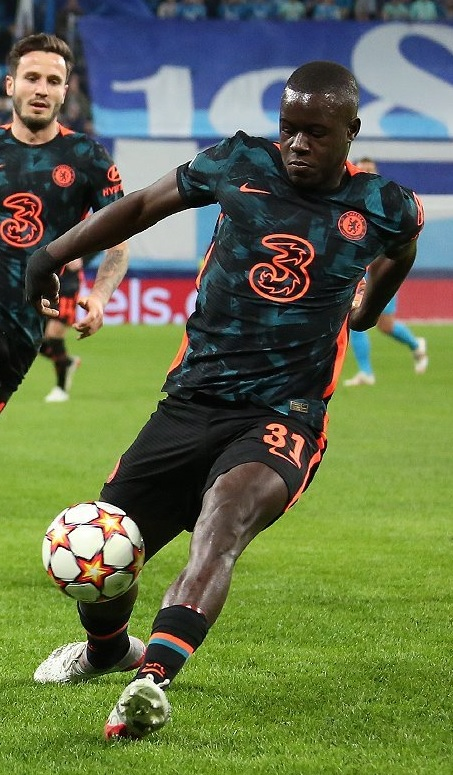
Malang Sarr en 2021.